# 카인사이언스
카인사이언스(영어: Kine Sciences)는 대한민국의 면역질환 신약개발 기업이다.

## 역사
2025년 코스닥 기술 특례 상장을 위한 기술 전문평가기관인 나이스평가정보와 한국기술신용평가로부터 A/BBB 등급을 획득하였고 미래에셋증권을 주관사로 예비상장심사를 본격 준비 중에 있다.